# Angolo di una darsena, Honfleur
Angolo di una darsena, Honfleur (Coin d'un bassin, Honfleur) è un dipinto a olio su tela (81 × 65 cm) realizzato nel 1886 dal pittore Georges-Pierre Seurat. È conservato nel Museo Kröller-Müller di Otterlo.
Seurat dipinse questo quadro durante una viaggio a Honfleur nell'estate del 1886.